# ナラティブ・エクスポージャー・セラピー
ナラティブ・エクスポージャー・セラピー（ Narrative Exposure Therapy: NET ）は、心的外傷後ストレス障害（PTSD）やその他のトラウマ関連精神疾患の治療に使用される短期心理療法である。
クライアントまたはクライアントグループのトラウマ体験を文書で記録し、自尊心を取り戻し、クライアントの価値を認めることを目的とする。 NETは、個人向けの治療法で、NETfactsは、コミュニティ向けの治療法である。 
NETは、2000年代初頭にドイツで考案された。

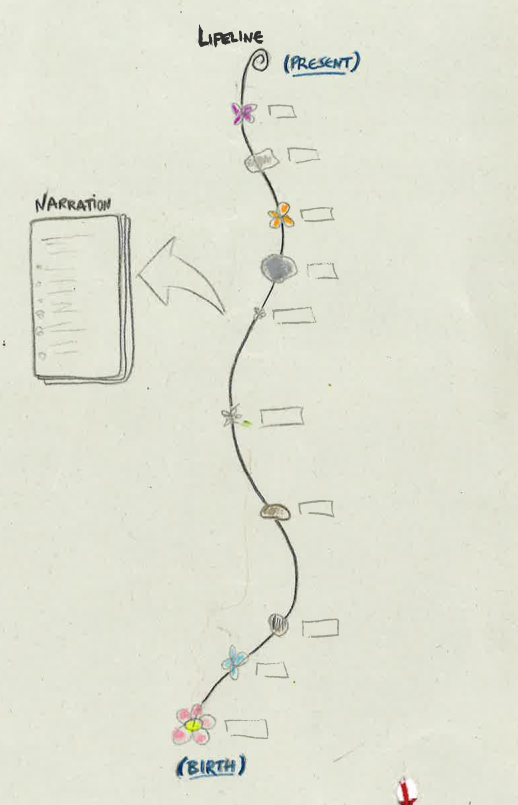
NETのキーエレメント：ライフラインとナレーション

## 重要な要素

### ライフライン
NET は、治療中にセラピストとクライアントにとって参照ポイントとして機能するライフラインの使用を中心に実施される。
ライフラインの作成は、最初のセッションで行われる。ライフラインは、人生の物理的に表す。そのため、クライアントのライフラインを再構成するために、花や石などのさまざまなシンボルが使用される 。 花は、クライアントの人生におけるポジティブなイベントを表し、石はネガティブなイベントを表す。 シンボルのサイズ、形状、色は、イベントの強度や重要性の程度を示すために使用されることもある。 ライフラインを再構築するためにこれらのシンボルを配置および選択するかどうかは、クライアント自身が決定する。 次に、クライアントが、再処理または克服する必要がある最大のトラウマ体験を表す最大の石が選択されて治療される。 ライフラインを構築することで、治療関係を強化し、クライアントに必要なセッション数を推定することもできる 。

### ナレーション
ナレーションは、セラピーの産物である。 治療の最後に、ナレーションが読み上げられ、クライアントに渡される。 それは、いくつかの詳細も含めむ、クライアントの人生を代表する要約である。 クライアントは、トラウマ体験や精神的な問題を克服するために、ナレーションを自分のものとして受け入れることが期待されている。 ナレーションは、クライアントが過去の記憶、特にトラウマ体験を再処理し、思考を再構成するのに役立つ。これにより、最終的にはクライアントの苦しみの原因となる悪い記憶の再発が軽減される。

## 適応
- NET: 一般向け
- KidNET:対象は子どもと青少年[7] [8] [9]
- FORNET：対象は加害者[10] [11] [12]

## 効能
研究では、NETが、PTSDやうつ病の症状を軽減することが示されているが、他の治療法との比較は少ない。 
アメリカ心理学会（APA）からは、PTSDの治療については条件付きで推奨されている。 